# Samuel Zeller
Samuel Heinrich Ansgar Zeller (* 9. April 1834 in Beuggen, Großherzogtum Baden; † 18. April 1912 in Männedorf, Kanton Zürich, Schweiz) war ein deutscher Lehrer, Seelsorger und Leiter der Gebets- und Heilanstalt in Männedorf. Letztere wurde (nach ihm und seinem Neffen Alfred Zeller) in Zellersche Anstalten umbenannt, gefolgt von weiteren Umbenennungen 1925 in Anstalt Elim und 1951 in Bibelheim Männedorf. Zeller verbrachte den grössten Teil seines Lebens in der Schweiz.

## Leben
Samuel Zeller war ein Sohn von Christian Heinrich Zeller (1779–1860) und dessen Ehefrau Charlotte Dorothee Sophie geb. Siegfried (1791–1858). Zusammen mit Christian Friedrich Spittler gründete sein Vater die Armenschullehranstalt auf Schloss Beuggen. Der älteste bekannte Vorfahr ist ein Konrad, der um 1500 Bau- und Steinmetzmeister in Martinszell bei Kempten (Allgäu) war. Einer seiner Vorfahren war Andreas Christoph Zeller, der mit dem bekannten Pietisten August Hermann Francke befreundet war.
Samuel Zeller lebte von 1851 bis 1852 für fast zwei Jahre in einem grossen Knabeninstitut in Payerne, in der Westschweiz. Er arbeitete u. a. drei Jahre als Seminarlehrer in Schiers (heute Evangelische Mittelschule Schiers) und als Lehrer in Beuggen. Aufgrund einer Krankheit kam er 1857 in die Gebets- und Heilanstalt in Männedorf, wo er durch Gebet von Dorothea Trudel Heilung erfuhr. Ab 1860 arbeitete er unter ihrer Leitung mit, im Jahr darauf wurde er ihr Erbe. Nach dem Tod der Gründerin Dorothea Trudel 1862 konnte er die Leitung der Anstalt übernehmen, wo er auch als Prediger und Seelsorger wirkte. Seine Schwester Sophie Zeller unterstützte ihn und wurde kurz darauf Hausmutter. Diese Heilanstalt war ein bedeutender Ort der pietistischen Erweckungsbewegung des 19. Jahrhunderts, wo Gottesdienste mit bis zu tausend Personen stattfanden und auch viele geistliche Leiter Orientierung suchten und Erholung fanden. So wurde Zeller auch im September 1873 von dem leidenden Robert Pearsall Smith aufgesucht, und sein Gebet mit Handauflegung verschaffte diesem vorübergehend Linderung.
Samuel Zeller hatte eine ausserordentliche geistliche Ausstrahlung und beeinflusste viele Menschen stark. Die von ihm gehaltenen Bibelstunden waren auf Jesus Christus ausgerichtet, in den biblischen Texten fundiert, durch seine Glaubenspraxis und Gebet für die Kranken geprägt. Medizinische Maßnahmen lehnte er nicht ab, sondern sah sie als ergänzende Hilfe an, da nicht jede Krankheit eine Folge der Sünde oder eines Glaubensmangels sei. Seinen Wirkungskreis dehnte er zudem als Seelsorger und Gründer von Bibelkreisen in der Ostschweiz aus. Traktatähnliche Schriften von ihm wurden bereits zu Lebzeiten publiziert, aber erst sein Neffe und Nachfolger in Männedorf, Alfred Zeller (1872–1948), gab weitere Schriften von ihm heraus, die in pietistischen Kreisen weite Verbreitung fanden. Zeller war nicht verheiratet. In seinem Todesjahr 1912 wurde er zum Ehrenbürger von Männedorf ernannt.

## Schriften (Auswahl)
- Rechnen – vergeben. Betrachtungen über Matthäus 18, 21–35. Verlag der St.-Johannis-Druckerei C. Schweickhardt, Lahr-Dinglingen 1922.
- Was ist die Sünde wider den Heiligen Geist? 3. Auflage. Selbstverlag der Anstalt in Männedorf, Männedorf 1909.
- Aus dem Leben und Heimgang der Jungfrau Dorothea Trudel von Männedorf. 11. Auflage. Basel 1899.
- Hausandachten, gehalten in Männedorf 1871. 8. Auflage. Basel 1903.
- Strafe und Trost, sechs Betrachtungen über Bibelabschnitte. 8. Auflage. Basel 1912.
- Eine Mutter. Eine wahre Geschichte (Erinnerungen an die Mutter der Dorothea Trudel). 13. Auflage. Basel 1900.
- Gern will ich sie lieben, Betrachtungen über Hosea 14. 3. Auflage. Männedorf 1921.
- Wollen, wägen, wählen, wagen, Betrachtungen über Hebräer 11, 24–27. Männedorf 1909; 3. Auflage Lahr-Dinglingen 1955.
- Kommet, nehmet, lernet, Betrachtungen über 1. Mose 45, 4 und Matth. 11, 28–30. 2. Auflage 1912.
- Dorothea Trudel und Samuel Zeller in Männedorf nachgedruckten Nachrichten und aus eigener Anschauung kurz dargestellt, Vomhoff, Straßburg 1866.